# Silvio Valenti Gonzaga
Silvio Valenti Gonzaga (ur. 1 marca 1690 – zm. 28 sierpnia 1756) – włoski duchowny, kardynał. 

## Życiorys
Tytularny arcybiskup Nicei od 1731. Nuncjusz apostolski we Flandrii (1732–36) i w Hiszpanii (1736–39). Mianowany kardynałem na konsystorzu 19 grudnia 1738 przez papieża Klemensa XII. Rok później został legatem w Bolonii. Uczestniczył w konklawe 1740. Sekretarz stanu Stolicy Apostolskiej od sierpnia 1740, był bliskim współpracownikiem papieża Benedykta XIV. Kamerling św. Kościoła Rzymskiego i prefekt św. Kongregacji Rozkrzewiania Wiary od 1747. Biskup Sabiny od kwietnia 1753. Fundator Pinacoteca Capitolina. Zmarł w Viterbo.